# Neil Woodward
Neil W. Woodward, född 26 juli 1962 i Chicago, är en amerikansk astronaut uttagen i astronautgrupp 17 den 4 juni 1998.
Woordward tog en bachelorexamen i fysik vid Massachusetts Institute of Technology 1984 och en mastersexamen i fysik vid University of Texas at Austin 1988 samt en mastersexamen i engineering management vid George Washington University 2000. Han började inom USA:s flotta 1988, där han genomgick en officersutbildning inriktad på flygtjänst i Pensacola, Florida. Han var klar med den inledande flygutbildningen i mars 1990 och utbildades därefter till bomboperatör och navigatör på attackflygplanet A-6E Intruder. 1995 togs han ut för att genomgå utbildning till testpilot och var klar med utbildningen i juli 1996, och utbildades senare på F/A-18 Hornet.
Woordward påbörjade astronaututbildning vid NASA i augusti 1998. Han kom aldrig att delta i någon rymdfärd under sin tid vid NASA, men hade flera chefsroller vid NASA från 2004 till 2008. Han lämnade NASA och flottan i oktober 2008.